# Interstate 8
Interstate 8 ( I-8 ) é uma rodovia interestadual no sudoeste dos Estados Unidos que passa por Califórnia e Arizona. Ele vai da extremidade sul de Mission Bay em Sunset Cliffs Boulevard em San Diego, Califórnia, quase no Oceano Pacífico, até a junção com a I-10, a sudeste de Casa Grande, Arizona. Na Califórnia, a estrada atravessa a Região Metropolitana de San Diego como Ocean Beach Freeway e Mission Valley Freeway antes de atravessar as Montanhas Cuyamaca e fornecer acesso pelo Imperial Valley, incluindo a cidade de El Centro. Cruzando o Rio Colorado no Arizona, a I-8 continua pela cidade de Yuma através do Deserto de Sonora até Casa Grande, entre as cidades de Phoenix e Tucson.
A primeira rota sobre as montanhas Cuyamaca foi inaugurada em 1912 e uma estrada de tábuas serviu como a primeira estrada através do Vale Imperial para Yuma; a leste de lá, a trilha de Gila continuou para o leste até a Gila Bend. Posteriormente, foram substituídos pela US Route 80 (US 80) na Califórnia e parte do Arizona, e na  Arizona State Route 84 (SR 84) entre Gila Bend e Casa Grande. Os US A autoestrada 80 através de San Diego estava praticamente concluída quando foi renumerada como I-8 na re-numeração da autoestrada estadual de 1964 ; a leste de San Diego, os US A autoestrada 80 foi lentamente substituída pela I-8 conforme a construção avançava no Vale Imperial. A parte da estrada no Arizona foi construída a partir da década de 1960. Várias controvérsias surgiram durante o processo de construção; práticas trabalhistas questionáveis em Imperial County levaram à condenação federal do mafioso Jimmy Fratianno, e um subcomitê da Câmara dos Representantes dos EUA concluiu que o governo do Arizona administrou mal os recursos financeiros.
A rota foi concluída em 1975 pela Califórnia e em 1977 pelo Arizona, embora a ponte sobre o Rio Colorado não tenha sido concluída até 1978. Desde então, a autoestrada através de San Diego foi alargada devido ao crescente congestionamento, e outra parte do condado Imperial teve que ser reconstruída após os danos causados pelos restos do Furacão Kathleen.

## Descrição da rota
A I-8 faz parte do Sistema Rodoviário Nacional, uma rede de autoestradas consideradas essenciais para a economia, defesa e mobilidade do país pela Administração Federal de Autoestradas. A autoestrada da junção leste com a Califórnia State Route 98 (SR 98) ao extremo leste é designada como parte da rota de auto tour da Trilha Histórica Nacional Juan Bautista de Anza , promovida pelo Serviço Nacional de Parques.

### San Diego até à fronteira de Arizona
A autoestrada começa no cruzamento da Sunset Cliffs Boulevard e Nimitz Boulevard em San Diego. Em seus primeiros quilômetros, ele se assemelha à inundação do rio San Diego. Perto da cidade velha de San Diego, a I-8 cruza com a I-5 e também com a Rosecrans Avenue, a antiga rota da SR 209. Conforme a autoestrada entra em Mission Valley, ela continua para o leste, dividindo a área conhecida como "Hotel Circle", que possui vários hotéis. I-8 então tem intercâmbios com SR 163, I-805 e I-15 e sua continuação, SR 15, antes de fazer uma pequena curva para o norte. Em La Mesa, a rota cruza SR 125 I-8 continua em El Cajon, onde se cruza com SR 67 antes de subir nas montanhas e na Floresta Nacional de Cleveland, viajando por cidades como Alpine e depois passando pelo Cassino Viejas antes de chegar a Pine Valley.
Esta rota alcança quatro pontos altos de 1,200 m (4,000 ft) em Carpenter Summit, cruzando a ponte Pine Valley Creek antes de Laguna Summit, seguido por Crestwood Summit, em seguida, Tecate Divide, Depois de Laguna Summit, a estrada passa um posto de controle interno da patrulha de fronteira dos EUA que foi construído em 1995 perto da Buckman Springs Road vira logo a leste do cume. No entanto, isso resultou em contrabandistas dirigindo na direção errada na I-8 em alta velocidade para evitar o checkpoint, causando vários acidentes, mesmo após a instalação de barreiras de concreto. A autoestrada cruza com a SR 79 na floresta nacional antes de passar pelas reservas indígenas La Posta e Campo.
No Boulevard, a I-8 tem um trevo com a extremidade leste da SR 94.
A I-8 atravessa a divisa do condado San Diego - Imperial por alguns quilômetros antes de virar para o leste. Em Mountain Springs/In Ko Pah, a autoestrada passa por dois cânions separados - Devils Canyon para o tráfego no sentido oeste e In-Ko-Pah Gorge para o tráfego no sentido leste - conforme desce 910 m (3,000 ft) em 18 km (11 mi). Em alguns lugares, a mediana é superior a 2.4 km (1.5 mi) largura. Esta parte da estrada é conhecida por ventos fortes através dos desfiladeiros que dificultam a direção, às vezes resultando no fechamento da autoestrada; em 1966, a Patrulha Rodoviária da Califórnia estimou que os ventos sopraram a velocidades de até 160 km/h (100 mph). A rota entra no Vale Imperial, onde se cruza com SR 98, uma autoestrada que leva a Calexico e passa perto da Desert View Tower. A I-8 então passa por Coyote Wells antes de entrar na cidade de El Centro vários quilômetros depois.
Em El Centro, I-8 cruza com SR 86 e SR 111, ambas as rotas norte-sul que se conectam à I-10 no Coachella Valley, ao norte do Mar Salton. SR 115 e SR 98 termina na I-8 a leste de El Centro. A rota também tem a menor elevação acima do solo de qualquer interestadual em 16 m (52 ft) abaixo do nível do mar perto de El Centro. A autoestrada então atravessa a Área de Recreação Imperial Sand Dunes e se cruza com a SR 186 levando ao sul para Baja California Norte, México. I-8 corre paralelo ao Canal All-American através do deserto por cerca de 89 km (55 mi).  Em pontos no leste do Condado Imperial, a fronteira mexicana fica a menos de meia milha ( 0.80 km (0.5 mi) ) ao sul da Interestadual. A I-8 então passa por Felicity e Winterhaven antes de cruzar o rio Colorado em uma ponte para Yuma, Arizona.
I-8 faz parte do Califórnia Freeway and Expressway System  e é elegível para o State Scenic Highway System de I-5 à junção oeste de SR 98, embora não seja uma autoestrada cênica estadual oficial. É oficialmente conhecida como Rota da Amizade da Fronteira de San Diego até a divisa do estado do Arizona. A Interestadual é assinada como Ocean Beach Freeway a oeste da I-5. Em toda a extensão dentro do condado de San Diego e do condado Imperial, ela é assinada como Autoestrada Kumeyaay, em homenagem à tribo indígena local e sua rota comercial tradicional seguida pela Interestadual. Entre a Cidade Velha e El Cajon, a I-8 é chamada de Mission Valley Freeway. Em 2014, I-8 teve um tráfego diário médio anual (AADT) de 11.800 veículos entre Bonds Corner Road e SR 115, bem como entre SR 98 e Estrada Imperial, e 239.000 veículos entre I-805 e I-15, o último dos quais era o AADT mais alto para a autoestrada na Califórnia.

### Yuma para Casa Grande

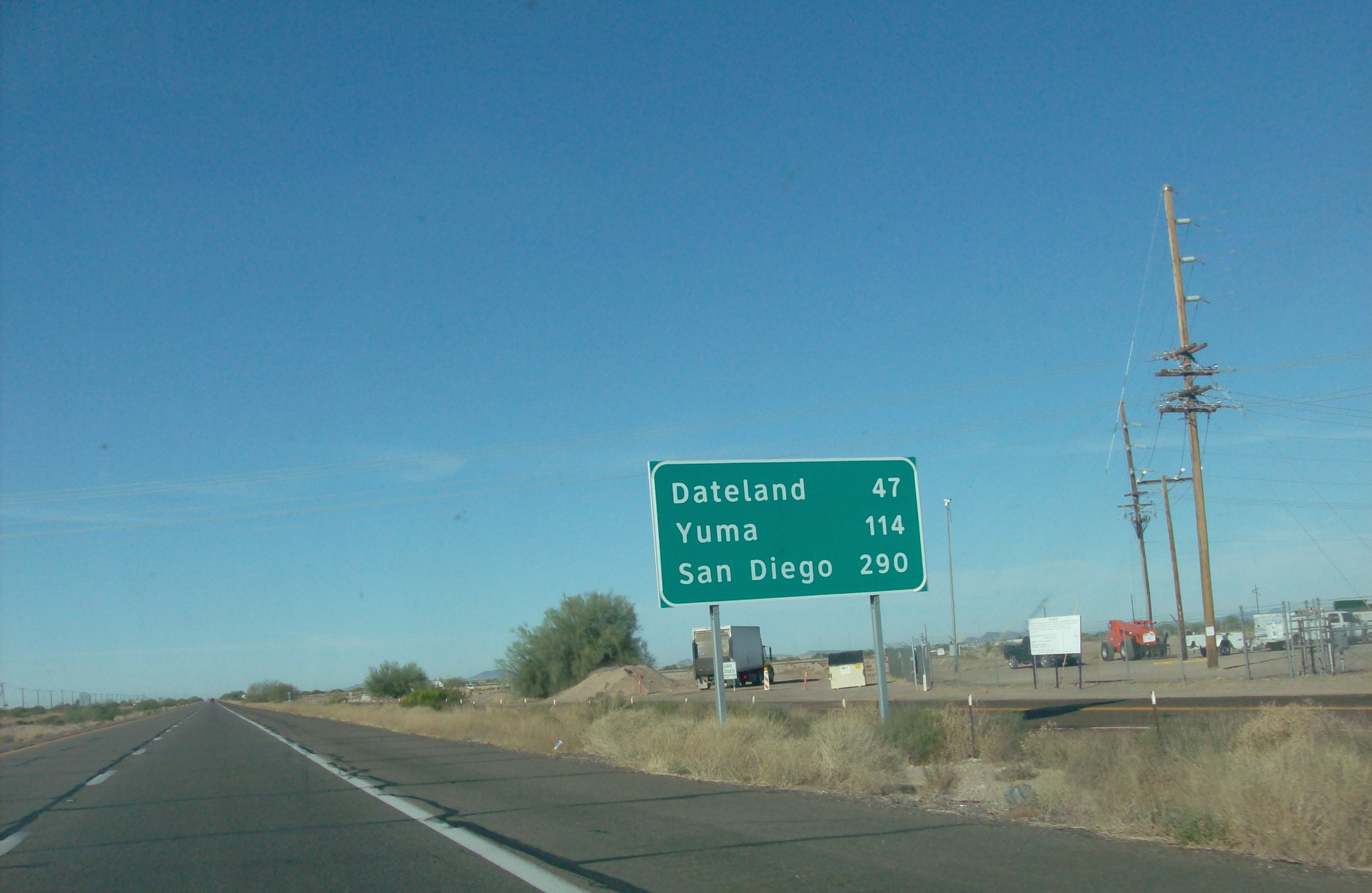
Uma placa exibindo as milhas na I-8 sentido oeste em Gila Bend

I-8 entra no Arizona da Califórnia na ponte do Rio Colorado em Yuma. Ele inicialmente segue para o sul através de Yuma até o intercâmbio com os EUA 95, onde a autoestrada começa a virar para o leste e passa pelo leste de Yuma e Fortuna Foothills, brevemente em paralelo com os EUA 95 e passando por uma segunda estação de inspeção de fronteira. Nas montanhas Gila, as pistas para o leste da I-8 se cruzam sob a autoestrada para o oeste, viajando brevemente para a esquerda perto da Passagem do Telégrafo antes de voltar para trás. A oeste de Wellton, a autoestrada segue um curso nordeste, paralela ao rio Gila e passando ao sul de Roll. Por esta parte do Arizona, o I-8 passa ao longo da borda norte da Cordilheira da Força Aérea Barry M. Goldwater e ao sul do Campo de Provas de Yuma. Ele segue em direção nordeste, passando pela comunidade de Dateland, até chegar a Gila Bend. Lá, a autoestrada cruza a SR 85 em direção ao norte para Phoenix e ao sul para o Monumento Nacional Organ Pipe Cactus.
Depois de deixar Gila Bend, a I-8 segue um curso para sudeste ao passar pelo Monumento Nacional do Deserto de Sonora. Saindo do terreno do monumento nacional, a autoestrada continua em direção leste até um cruzamento com a SR 84, uma autoestrada paralela à I-8 ao norte e passa pela Casa Grande, enquanto a I-8 passa ao sul de Stanfield e Casa Grande. A I-8 alcança seu término a sudeste do Casa Grande Mountain Park em um intercâmbio com a I-10, que continua ao sul (sentido leste) até Tucson, e ao norte (sentido oeste) até Phoenix.
A combinação de SR 85 entre I-10 e I-8, bem como I-8 entre SR 85 e I-10 em Casa Grande foram promovidos como um desvio da área de Phoenix para viajantes de longa distância na I-10. Em 2014, I-8 teve um AADT de 5.200 veículos entre Butterfield Trail e Freeman Road, e 44.400 veículos entre SR 280 e Araby Road a leste de Yuma, a última das quais era a mais alta AADT para a autoestrada no Arizona. No início de 2010, o I-8 de Casa Grande a Gila Bend às vezes era usado para contrabandear drogas e humanos.

## História
A designação I-8 foi aceite como uma interestadual cobrável pela American Association of State Highway Officials em 1957, e foi adicionada ao sistema de autoestradas estaduais em 1964 pelo Legislativo do Estado da Califórnia; os EUA 80 designação foi removida naquela época.

### Área de San Diego
A autoestrada que se tornaria a I-8 foi construída em meados do século XX na área de San Diego. A seção oeste da I-5 era originalmente parte do SR 109, e foi adicionado ao I-8 em 1972. Anos depois, o Departamento de Transporte da Califórnia (Caltrans) fez esforços para alargar a autoestrada conforme o congestionamento aumentava.

#### Construção inicial
Grande parte da Alvarado Canyon Road de San Diego a La Mesa foi construída originalmente entre 1947 e 1950, um desvio da antiga rota US 80 ao longo de El Cajon Boulevard e La Mesa Boulevard. O trabalho começou a converter a autoestrada dividida US 80 original em uma autoestrada em 1960, e a autoestrada foi concluída a oeste de El Cajon em abril de 1962. A prioridade foi dada ao planejamento dos EUA 80 em 1962 pela Câmara de Comércio da Califórnia. Em 1964, o I-8 foi oficialmente designado pela Legislatura do Estado da Califórnia, e a designação US 80 foi removida. Em 1965, a I-8 da Fairmount Avenue até o El Cajon Boulevard foi um dos primeiros trechos de autoestrada no condado a ter uma barreira central instalada no canteiro central.
A seção da Ocean Beach Freeway a oeste da I-5 foi autorizada como Rota 286 em 1959. Em 1962, quatro rotas alternativas foram propostas para esta parte da autoestrada e para a Rosecrans Street. A Rota 286 foi re-numerada para SR 109 na re-numeração de 1964.  Planos para o intercâmbio da Cidade Velha entre I-5 (anteriormente US 101), I-8 (anteriormente US 80), SR 209 (Rosecrans Street) e SR 109 datam de 1962, embora várias preocupações devam ser levadas em consideração, incluindo a preservação da parte antiga da cidade histórica e a manutenção do trânsito na área durante a construção. O objetivo era iniciar o processo em 1966 e concluir o intercâmbio em 1969. Havia preocupações sobre um déficit de US $ 3 milhões no financiamento (cerca de US $ 18 milhões em dólares de 2019) durante maio de 1966, o que fez com que o Comitê de Autoestradas da Câmara de Comércio de San Diego recomendasse a conclusão do SR 109 como um projeto. Este foi projetado para ser o projeto final da autoestrada antes que a I-5 fosse concluída no condado de San Diego.
A fase de construção teve início em 22 de setembro de 1966, no trevo que substituiria o cruzamento da Pacific Highway com a Rosecrans Street. O custo do intercâmbio foi projetado em US $ 10,86 milhões (cerca de $ 65 milhões em dólares de 2019. SR 109 foi planejado para seguir o Camino del Rio até a rotatória da fronteira, onde a cidade de San Diego retomaria a construção; ambos SR 109 e SR 209 deveriam ser construídos no futuro. A autoestrada de oito pistas foi projetada para aliviar o tráfego na área da Frontier Street vindo da San Diego Sports Arena. Licitação para o SR O contrato 109 deveria começar em 1968, depois que a Câmara Municipal aprovou a rota em dezembro de 1967. Conclusão do trevo e do SR 109 foi planejado para o início de 1969. Um trevo foi planejado em Midway Drive, e a extremidade oeste da autoestrada deveria estar nas avenidas Sunset Cliffs e Nimitz. O custo do SR 109 projeto foi estimado em US $ 2,3 milhões (cerca de $ 13 milhões em dólares de 2019.
A rampa do sul I-5 para Camino del Rio foi inaugurada em fevereiro de 1968, e uma segunda rampa do sul I-5 para o leste I-8 foi inaugurada em agosto de 1968, com o restante do projeto a ser concluído no verão de 1969. A inauguração da Ocean Beach Freeway ocorreu em 23 de setembro de 1968, com previsão de conclusão em 15 meses. No entanto, a chuva de fevereiro de 1969 atrasou muitos projetos de construção em todo o condado, incluindo a extensão do SR 109. Todo o projeto foi concluído em setembro, com previsão de inauguração da estrada em outubro. O roteamento de SR 109 foi oficialmente adicionado ao I-8 em 1972.

#### Expansão subsequente
Mesmo antes de a autoestrada ser concluída na Califórnia, a licitação começou em 1964 para alargar a I-8 de seis para oito faixas entre a Fairmount Avenue e Spring Street, em San Diego e La Mesa. Três anos depois, um contrato foi concedido para o alargamento da Fairmount Avenue para o trecho da Ward Road, adicionando duas faixas à autoestrada. Em 1974, a Câmara Municipal de San Diego chegou a um acordo com funcionários estaduais para melhorar a I-8 do leste da Pacific Highway até a Texas Street, apesar das objeções do vereador Floyd Morrow, que se opôs a resolver os problemas de tráfego continuando a expandir as autoestradas. O custo foi estimado em $ 8 milhões (cerca de $ 33 milhões em dólares de 2019.
A Câmara Municipal de La Mesa pediu ao estado para modificar o intercâmbio com SR 125 em 1974; o intercâmbio original não permitia o acesso a SR 125 de I-8 leste ou para I-8 oeste de SR 125. Alargamento da porção de SR 125 para El Cajon Boulevard para cinco pistas em cada direção estava em andamento em outubro. Em 1981, o relatório de impacto ambiental foi concluído e os $ 50 milhões (cerca de $ 121 milhões em dólares de 2019). O projeto para adicionar rampas e alargar o I-8 estava aguardando liberação da Federal Highway Administration. Rampas adicionais para SR 67 estavam quase concluídos em 19 de maio85, e foram concluídos na I-15 ao norte em outubro. Em 1986, o projeto de reformulação do SR 125 intercâmbio estava em andamento, a um custo de $ 80 milhões (cerca de $ 161 milhões em dólares de 2019, adicionaria mais duas pistas à I-8 de Jackson Drive a Fuerte Drive, e permitiria a SR 125 para ser estendido para o norte após a I-8.
Em 1977, o tráfego atingiu 172.300 veículos por dia, que aumentou em quase 10 por cento em relação ao ano anterior. Esperava-se que a construção do SR 52 ajudaria a reduzir o congestionamento. Uma saída revisada para o leste da Mission Gorge Road foi inaugurada em 1979, juntando-se ao tráfego da I-15. O tráfego atingiu 212.000 veículos por dia em fevereiro 1981, e Caltrans declarou a I-8 a leste da I-805 a autoestrada mais movimentada da região. Em 1987, Caltrans determinou que a I-8 oeste entre College Avenue e Waring Road tinha a maior proporção de carros para número de pistas em todo o mundo, 2.400. carros por hora. Os planos para adicionar outra pista à I-8 oeste da College Avenue para a I-15 começaram em março 1992.
Caltrans propôs a instalação de um semáforo medido na I-8 oeste em Lakeside durante 1987, a fim de melhorar o fluxo de tráfego nas manhãs, inserindo um pequeno atraso antes de entrar em San Diego, caso a taxa exceda 2.000 veículos por hora. No entanto, o estado suspendeu seus planos logo em seguida, devido a várias preocupações do público e do senador Jim Ellis.

### Montanhas Cuyamaca

#### Estrada inicial

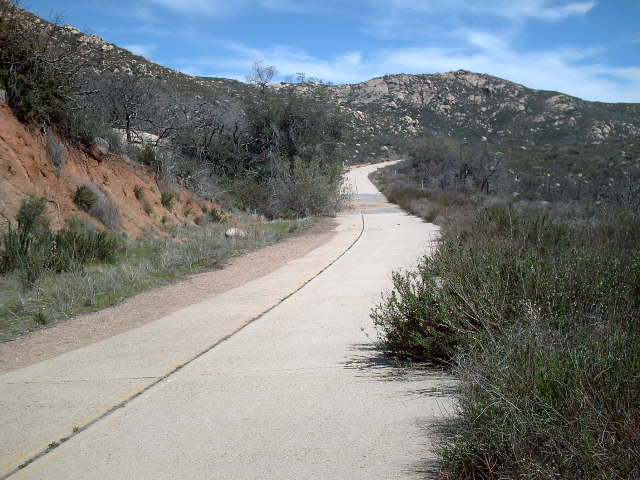
Uma seção da antiga US 80 (Wildwood Glen Lane) agora fechada ao tráfego de veículos a oeste de Descanso Junction

Uma estrada de diligência existia no século XIX que passava pelas montanhas a leste de San Diego. Antes da construção da autoestrada, a estrada de automóveis através das montanhas a leste de San Diego era estreita e serpenteava pelas montanhas; foi oficialmente dedicado em 1912. Essa viagem costumava levar até quatro horas e frequentemente resultava em ebulição do radiador, pneus furados ou correias do ventilador quebradas; o tempo inclemente resultaria em carros atolados na lama. A estrada foi pavimentada em 1926 e inaugurada em 1927; vestígios desta estrada ainda estavam presentes no final do século XX. Outra estrada foi construída no início dos anos 1930, para remover curvas e alargar as pistas.  Esta era uma estrada de duas pistas que ainda tinha muitas curvas, com uma popularmente conhecida como "Curva do Homem Morto". A construção da I-8 ocorreu em grande parte do leito da autoestrada no início dos anos 1930. O atraso na extensão de uma estrada para San Diego aumentou o desenvolvimento em Los Angeles e resultou naquela cidade se tornando o centro comercial e populacional do sul da Califórnia, de acordo com o San Diego Union.

#### Planeamento e construção
A conclusão da autoestrada foi a segunda maior prioridade de acordo com a Associação de Desenvolvimento de Autoestradas em maio de 1963, depois da autoestrada I-5. A licitação começou na parte da Broadway em El Cajon para Harritt Road em setembro de 1963. Esta seção da autoestrada era paralela à US 80 ao sul até a Lakeview Road, e depois ao norte. Esta parte da autoestrada estava programada para ser concluída em maio de 1965. Em janeiro de 1965, a I-8 foi concluída da I-5 ao leste até um cruzamento com a Lake Jennings Park Road, logo ao sul da interseção desta última com o terminal sul da Harritt Road. A um custo de $ 3,44 milhões (cerca de US $ 22 milhões em dólares de 2019), o projeto reduziu o declive e as curvas do que ficou conhecido como "Tunnel Hill" que dificultava o fluxo do tráfego. A parte da autoestrada de oeste de Harritt Road a oeste de Alpine foi licitada em outubro de 1964, e a Comissão de Autoestradas reservou US $ 2,1 milhões (cerca de $ 13 milhões em dólares de 2019), para este 2.6 km (1.6 mi) trecho em fevereiro de 1965. Um contrato de $ 1,42 milhões (cerca de US $ 9 milhões em dólares de 2019) foi emitido em agosto de 1965. Todas as 9.7 km (6 mi) de Lake Jennings Road até Harbison Canyon Road estava em construção em setembro de 1965 e estava programado para ser concluído no ano seguinte.
Na passagem de Mountain Springs, entre os condados de San Diego e Imperial, as pistas para o leste atravessam a passagem no antigo leito da estrada dos EUA 80 através do desfiladeiro In-Ko-Pah perto de Myers Creek. As pistas para o oeste foram colocadas em uma rota diferente através do Devil's Canyon, que foi construída em novembro de 1963. Um contrato para pavimentação de 15.6 km (9.7 mi) da linha do condado de San Diego – Imperial até SR 98, incluindo as pistas para o leste, foi dado à Isbell Construction Company por $ 3,69 milhões (cerca de US $ 24 milhões em dólares de 2019) em maio de 1963. Esta parte foi concluída em maio de 1965 "através de algumas das seções mais acidentadas e quentes dos condados de San Diego e Imperial", de acordo com o The San Diego Union. A construção enfrentou dificuldades devido a preocupações com possíveis deslizamentos de terra. As pistas para o oeste foram construídas primeiro e temporariamente continham as duas direções de tráfego, enquanto a antiga autoestrada foi convertida nas pistas para o leste. O Los Angeles Times descreveu o trecho a leste de Mountain Springs da seguinte forma: "Através dele, os engenheiros da autoestrada abriram duas estradas separadas, nem mesmo à vista uma da outra, mas tão avassaladoras na magnitude dos cortes nas montanhas que é quase impossível acreditar que os seres humanos poderiam ter dominado a natureza hostil... " O acesso ao local para os trabalhadores da construção era difícil e muitas encostas tiveram que ser estabilizadas. As temperaturas chegaram a 49 °C (120 °F) no verão e −16 °C (4 °F) no inverno, com ventos atingindo até 130 km/h (80 mph). Embora o uso de explosões nucleares para conduzir operações de detonação nas montanhas Laguna fosse considerado uma possibilidade, a proposta não foi considerada prática na época. Dois cabos e um gancho foram usados para mover vigas no lugar; este foi o primeiro uso de um cabo na construção de estradas no sul da Califórnia.
A parte do Boulevard até perto da linha do Condado de Imperial foi incluída no orçamento da Comissão de Autoestradas da Califórnia para 1965-1966. A 10.8 km (6.7 mi) extensão de Mountain Springs a oeste para o que era então conhecido como Estrada J-35 recebeu US $ 3,3 milhões (cerca de US $ 21 milhões em dólares de 2019) em financiamento pela Comissão de Autoestradas em maio de 1965. Os 16 km (10 mi) entre este e a seção do passo de Mountain Springs estava sendo planeada em setembro e estava programada para começar a fase de construção logo depois, com a seção se estendendo a oeste do Boulevard a seguir. Essa seção, de Crestwood a Boulevard, deveria começar a construção logo após o $ 3 milhões (cerca de US $ 18 milhões em dólares de 2019). O contrato foi dado em janeiro de 1966. A vinda da autoestrada pelo oeste e leste de Jacumba era projetada para ser um acontecimento marcante na história do município. Cafés e postos de gasolina fecharam quando a autoestrada ultrapassou a cidade; no entanto, muitos aposentados se mudaram para a cidade, uma vez que os altos níveis de tráfego desapareceram. A rotulagem do Boulevard da cidade como Manzanita nas placas I-8 gerou polêmica e forçou a Divisão de Autoestradas a ocultar o nome nas placas até que o problema fosse resolvido.
A construção continuou com a emissão de US $ 6,55 contrato de milhões (cerca de $ 39 milhões em dólares de 2019), para ampliar uma seção de 9.2 km (5.7 mi) da I-8 através de Alpine, de Harbison Canyon a leste de West Victoria Drive, e para começar a construção em abril ou maio de 1967, a ser concluída em 1969. Isso deixaria apenas um trecho de 48 km (30 mi) da I-8 que não estava de acordo com os padrões da autoestrada. À medida que o processo continuava, as preocupações sobre o aumento da poluição do tráfego adicional foram levantadas em outubro de 1967. A 6.0 km (3.7 mi) trecho a leste de Alpine tinha licitação programada para novembro daquele ano, com término previsto para 1968; isso produziria uma autoestrada contínua de San Diego ao terminal oriental desta rota. Ambos os projetos estavam em andamento em maio de 1968. Um contrato adicional foi concedido por $ 7,8 milhões (cerca de $ 45 milhões em dólares de 2019) em agosto para continuar a autoestrada a leste da Alpine Street para Japatul Valley Road; isso traria a autoestrada perto de Descanso Junction. Aproximadamente 5,5 milhões de metros cúbicos de terra e rocha seriam gerados por todos esses três projetos de construção, já que metade de uma montanha teria de ser removida com um milhão de libras de dinamite. O terceiro projeto foi construído perto do local de uma tentativa abandonada de construir um túnel para a antiga autoestrada após a Segunda Guerra Mundial, que se provou muito cara.

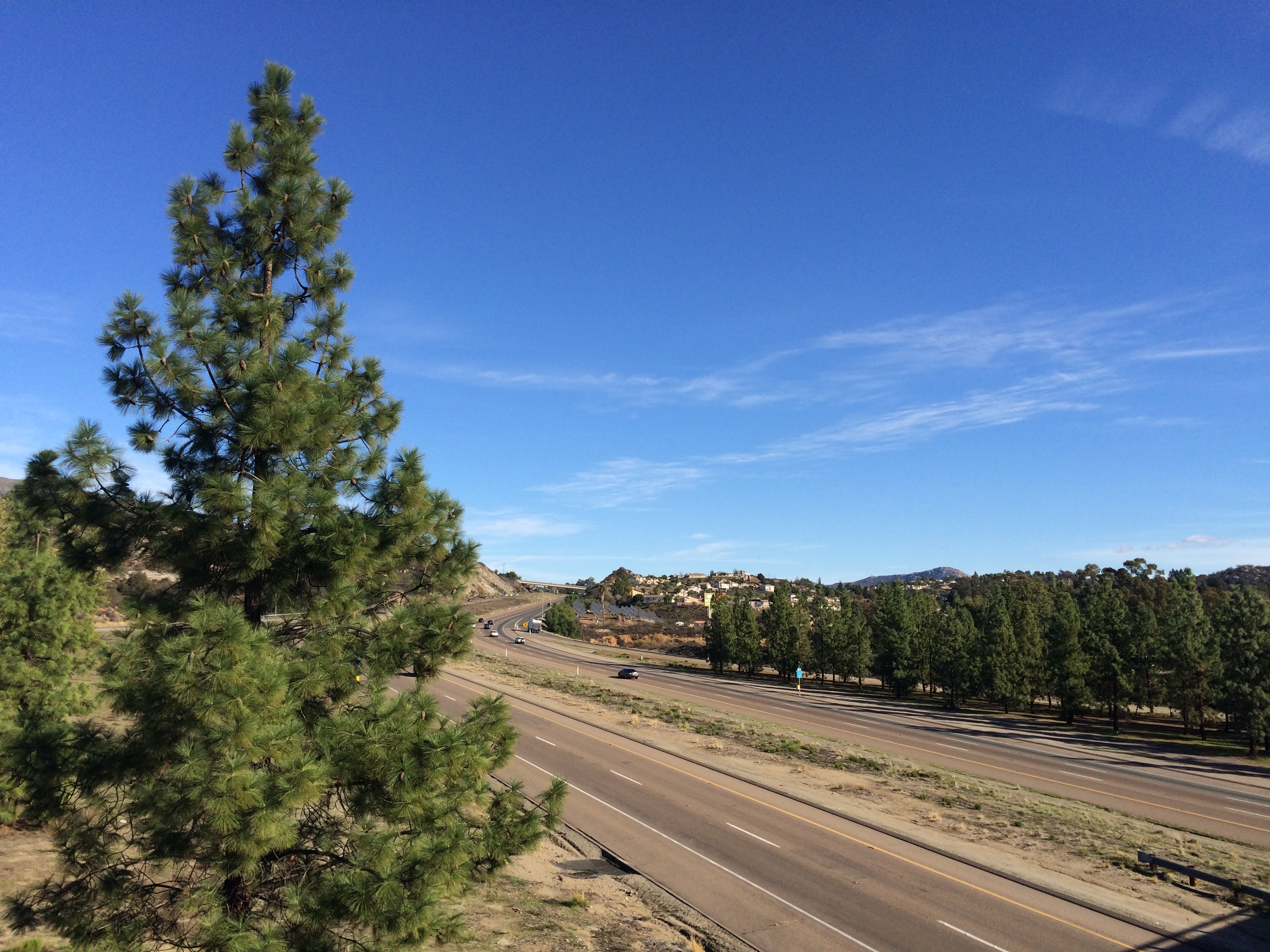
I-8 em Alpine

Em meados de fevereiro de 1969, um trecho da autoestrada que atravessa Alpine estava quase concluído e com inauguração programada para 21 de fevereiro; outra seção estava programada para abrir em abril. No entanto, embora terra e pedras tenham sido transportadas por uma correia transportadora através da US 80 para se tornar parte de um dique para a ponte do rio Sweetwater, a gradação da montanha perto de Viejas Grade e do rio Sweetwater não foi concluída no link final. A histórica parada do radiador Ellis Grade deveria ser removida e substituída por uma em Vista Point. Em abril 19, 1969, a parte 4.0 km (2.5 mi) leste de Alpine aberto ao tráfego. Toda a parte alpina do I-8 foi inaugurada em 22 de maio, 1969, após uma cerimônia de corte da fita; ainda assim, o segmento Viejas Grade estava agora projetado para ser concluído em 1972. A ponte sobre o rio Sweetwater estava em construção em 1970, e todo o segmento custou $ 22,1 milhões (cerca de $ 115 milhões em dólares de 2019. Em maio, este segmento foi estimado para ser concluído na parte final daquele ano. O nivelamento da grade resultou no segundo maior preenchimento do estado a 110 m (360 ft).
A parte final da I-8 na Califórnia, entre Japatul Valley Road e a oeste do Boulevard, foi priorizada no orçamento estadual de 1969-1970. Devido a preocupações financeiras, foi anunciado em setembro de 1968 que a data prevista para a conclusão do sistema de autoestradas interestaduais seria prorrogada até 1974, a partir de 1972. A parte ausente do I-8 deveria custar $ 45 milhões e ser construída em três partes, com uma parte sendo iniciada a cada ano. Os segmentos entre Japatul Valley Road e oeste de Laguna Junction, e de La Posta Road a oeste de Boulevard, foram atrasados por um ano inteiro no final de 1969 devido a um esforço nacional para combater a inflação reduzindo os gastos. A 10.6 km (6.6 mi) de Buckman Springs a Crestwood recebeu financiamento em maio de 1970, o que deixaria apenas 13 km (8 mi) trecho de autoestrada incompleto quando construído. O tempo de viagem de San Diego a El Centro foi reduzido para duas horas, de acordo com a Divisão de Autoestradas da Califórnia. Em 19 de agosto70, o restante da autoestrada foi financiado, com a parte da Estrada do Vale Japatul até o entroncamento de Laguna custando US $ 22 milhões (cerca de $ 114 milhões em dólares de 2019), e a porção de Laguna Junction para Crestwood custando US $ 15 milhões (cerca de $ 78 milhões em dólares de 2019.
Em 19 de maio de 1971, o prefeito de El Centro, Alex Gay, solicitou que faixas de ultrapassagem fossem adicionadas à parte de duas faixas restantes da I-8 entre El Centro e San Diego devido aos frequentes engarrafamentos entre Japatul Valley e Crestwood. Naquela época, esse era o único elo que faltava nas montanhas. A licitação ocorreu em $ 16,5 milhões (cerca de $ 81 milhões em dólares de 2019) Trechos de La Posta Road to Crestwood Road e Japatul Valley Road to Sunrise Highway em novembro de 1971. Como parte dessa série de projetos, a ponte de concreto mais alta do estado na época seria construída a 130 m (430 ft) sobre Pine Valley Creek no segmento entre Japatul Valley Road e Sunrise Highway. O contrato chegou a $ 22,6 milhões (cerca de US $ 107 milhões em dólares de 2019), mais de $ 5 milhões (cerca de US $ 24 milhões em dólares de 2019). Além do orçamento devido à dificuldade de construção da ponte. Todos os três projetos para concluir o I-8 foram projetados para serem concluídos em meados de 1974. No entanto, em março de 1972, foi anunciado que a parte do projeto da estrada La Posta seria adiada devido a problemas de orçamento.
No início de 1974, a nova data de conclusão projetada para I-8 era meados de 1975, com 35 km (22 mi) de estrada de duas faixas restantes. A ponte Pine Valley Creek e o trecho que se estende de Japatul Valley Road a Pine Valley foram inaugurados em 24 de novembro de 1974 e com inauguração programada para 26 de novembro; isso deixou 13 km (8 mi) de autoestrada a ser construída. O trecho final da I-8 na Califórnia, da Sunrise Highway à La Posta Road, foi concluído em maio de 1975.
A área de descanso de Buckman Springs foi inaugurada em janeiro 1979 no leste do condado de San Diego. Em 1987, as primeiras 105 km/h (65 mph) placa de limite de velocidade foi colocada a leste de El Cajon, a primeira do estado; o limite de velocidade em todas as I-8 a leste de El Cajon, exceto para a parte Mountain Springs Grade, foi aumentado de forma semelhante.

### Vale Imperial

#### Construção

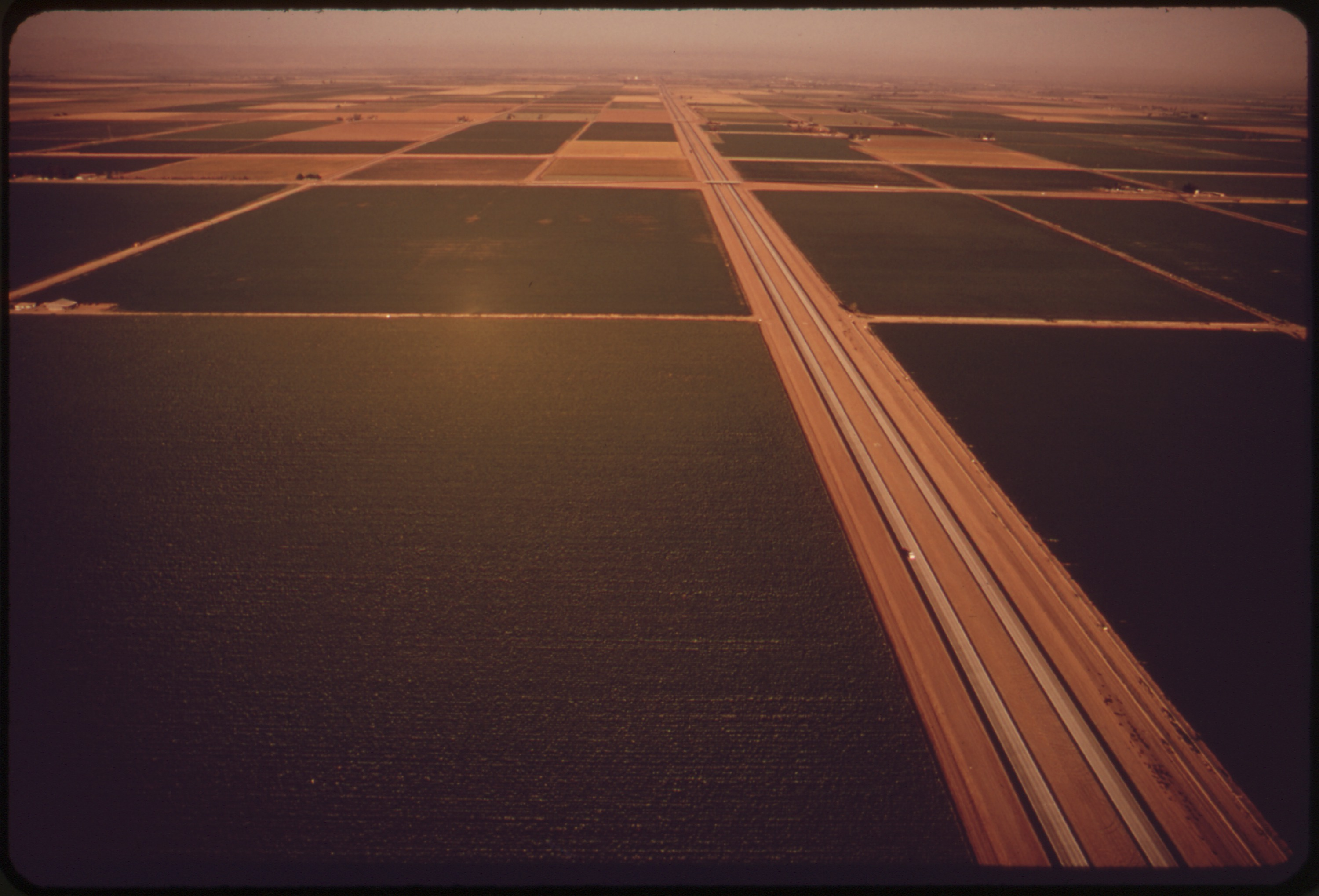
I-8 no Imperial Valley, 1972

A autoestrada que passava pelo Vale Imperial era originalmente uma estrada de tábuas feita de pedaços de madeira amarrados. A ponte oceano a oceano através do rio Colorado foi inaugurada em 1915. Depois disso, EUA 80 foi construída através do vale como a principal rota leste-oeste.  Os planos para uma nova autoestrada nos trechos mais ao sul da Califórnia datam de antes de 1950. A ponte sobre o Rio Colorado foi substituída em 1956, a um custo de US $ 1,2 milhão, e esteve em uso até 1978, quando a ponte I-8 foi construída. Em 1957, a cidade de El Centro expressou o desejo de que a nova autoestrada substituísse os Estados Unidos 80 para ser encaminhado ao longo dos limites ao sul da cidade. O engenheiro da Caltrans, Jacob Dekema, afirmou na época que a autoestrada de quatro pistas não seria construída nos Estados Unidos Roteamento 80 devido à possível expansão do Naval Air Facility El Centro.
Em 19 de outubro64, a parte da I-8 entre a Avenida Imperial em El Centro e a SR 111 apareceu no orçamento do estado. Em dezembro, uma rota para a parte da I-8 a oeste do rio Colorado estava sendo examinada pela Comissão de Autoestradas da Califórnia. A construção estava em andamento no trecho de Seeley a SR 111 em 19 de julho66, e toda a parte através do condado foi planejada para ser concluída em 1968. Estas 19.6 km (12.2 mi) porção, estendendo-se para oeste até Drew Road, foi planejada para ser concluída no início de 1967, a um custo de $ 200 milhões (cerca de $ 1.19 mil milhões em dólares de 2019, no entanto, até então a data para a conclusão da autoestrada caiu para 1972. O estado ordenou a construção da parte do oeste de Coyote Wells até o leste da Drew Road em setembro de 1967. No ano seguinte, Dekema indicou que a meta era completar o I-8 até 1973, citando um prazo para que o governo federal pagasse até noventa por cento dos custos; as outras autoestradas da região seriam adiadas por causa disso.
No início de 1970, a parte da autoestrada que vai do oeste da Ogilby Road a leste da Algodones Road estava em construção, e as projeções eram para ter essa parte concluída até o final daquele ano. Este $ 5,2 milhões (cerca de US $ 27 milhões em dólares de 2019) o projeto também incluiu o recapeamento da autoestrada que já havia sido construída através dos montes de areia do deserto do Colorado; esta parte da autoestrada foi construída entre 1961 e 1965. A essa altura, estimou-se que a viagem de carro de San Diego a El Centro agora levava dois horas, ao contrário de três e meia as horas exigidas duas décadas antes e os dois dias exigidos na era dos pioneiros. Esta parte da autoestrada foi inaugurada em julho de 1970. Como a autoestrada foi construída através do vale, ela interrompeu muitas estradas norte-sul. Esses intervalos foram localizados onde o acesso à parte da estrada do outro lado da autoestrada foi bloqueado. Planos foram feitos para construir estradas fronteiriças para melhorar o acesso na região.
A parte de 26 km (16 mi) da I-8 contornando Holtville começou a construção em 19 de dezembro69, e estava quase concluído em maio de 1971, resultando em uma autoestrada contínua que conectava dois segmentos existentes de Crestwood, no condado de San Diego, a oeste de Winterhaven. Foi estimado que o desvio economizaria 20 viajantes minutos de viagem pelo Vale Imperial. O custo deste projeto foi de $ 11,2 milhões (cerca de $ 61 milhões em dólares de 2019. No entanto, os residentes de Holtville levantaram preocupações sobre SR 115 fornecendo o único acesso à parte oriental da cidade, notavelmente a parte estreita e curva que conduz da autoestrada para a cidade. O trabalho na porção de Holtville começou às 3:30 am diariamente durante o verão para evitar o calor do deserto. Além disso, a construção do viaduto do Canal Highline envolveu um viaduto de 37 m (120 ft) vão de aço pré-fabricado e feito de vigas que são içadas por batelões. A Matich Construction Company tentou estabelecer o recorde mundial de colocação de mais concreto em um dia, com a ajuda do terreno nivelado, mas não conseguiu fazê-lo após o mau funcionamento do misturador de concreto. Nesse mesmo ano, foram apresentadas propostas para uma estação de inspeção de plantas do Arizona perto de Winterhaven, ao lado da estação de inspeção agrícola da Califórnia.
As últimas 10.5 km (6.5 mi) parte da porção da Califórnia, de perto da Estrada Algodones a oeste da divisa do estado do Arizona, entraria na fase de licitação no início de 1972. I-8 estava programado para ser concluído no verão de 1975 entre San Diego e Yuma, embora houvesse uma quebra na autoestrada em torno de Yuma; isso ocorreu em outubro de 1975. Na época em que a parte da Califórnia foi concluída, era a rota preferida de algumas áreas de Los Angeles para Phoenix, uma vez que a I-10 não havia sido concluída.
A parte que faltava na autoestrada era a nova ponte sobre o Rio Colorado, que foi construída a um custo de US $ 7,4 milhões (cerca de $ 28 milhões em dólares de 2019. Em junho de 1975, havia preocupações com relação ao estado de atrasar novos projetos de construção devido a questões financeiras e os efeitos que isso teria na ponte. A licitação para o projeto foi adjudicada à Construção Novo-Rados em outubro de 1975, como uma das obras finais antes do congelamento da construção. A nova ponte, que substituiu a antiga US A ponte 80, foi inaugurada em 18 de agosto de 1978; isto completou a I-8 de San Diego a Casa Grande. O Departamento de Transporte do Arizona e a cidade de Yuma auxiliaram no processo de planejamento. Quando o trecho da autoestrada na Califórnia foi concluído, o custo médio era de US $ 1 milhões por milha (cerca de US $ 3 milhões em dólares de 2019 em retribuição do governo do estado. A ponte abriu em 20 de setembro de 1978. O Estado da Califórnia era responsável pela construção da ponte, apesar do estado da Arizona ser dona de metade da ponte.

### Alegações Fratianno
Jimmy Fratianno foi associado com Frank Bompensiero, o líder da máfia de San Diego, em um processo criminal envolvendo a empresa de caminhões Fratianno e a empresa de caminhões Miles and Sons em 1966; ele era conhecido pelas forças da lei como "executor da Costa Oeste da máfia", com até 16 mortes pelas quais ele era potencialmente responsável. Ambas as empresas receberam os contratos de transporte de entulho durante a construção do I-8 em El Centro. Os motoristas foram coagidos a concordar em comprar os caminhões, embora a empresa Fratianno ainda manteve a propriedade; eles também tinham partes dos seus salários retidos a eles. Depois disso, os motoristas foram emprestados dinheiro de Leo Moceri, outro líder da máfia. Uma investigação no início de 1966, após queixas dos condutores, levou a acusações estatais contra as duas empresas, bem como cinco pessoas em agosto. Havia preocupações de que John Erreca, diretor de Obras Públicas do estado, tivesse um conflito de interesses com Fratianno e não aplicasse a lei.; no entanto, tanto o administrador de transportes Robert Bradford (mediante um pedido de investigação do então governador Pat Brown) e o Federal Bureau of Investigation descobriu que não havia conflito de interesses.
Os caminhoneiros receberam 36 mil dólares(cerca de 215 mil dólares em 2019 dólares) em retorno do governo do estado. Fratianno e Bompensiero foram acusados de fraude, bem como de violação do código de serviço público e de trabalho do Estado. Enquanto as acusações contra Bompensiero foram retiradas, Fratianno foi considerado culpado. O Conselho de Supervisores do Condado Imperial estimou que $ 25.000 (cerca de $ 655 mil em dólares de 2019). Em danos às estradas municipais ocorreram devido a caminhões sobrecarregados. O governo federal multou-o em $ 10.000 (cerca de $ 57 mil em dólares de 2019), que ele nunca pagou, e o colocou em liberdade condicional por três anos; ele foi preso quando não pagou, mas foi libertado em setembro de 1969. Sua ex-mulher, Jewell, assim como a empresa, foram multadas em $ 4.014 (cerca de $ 20,000 em dólares de 2019). Individualmente por sua responsabilidade no assunto. Pelas acusações estaduais, ele foi sentenciado em 1969 a um a três anos de prisão, após se confessar culpado das acusações. Ele foi encarcerado na Prisão Estadual de Chico após violação da liberdade condicional até 1973.

#### Danos causados por tempestades
Após a tempestade tropical Kathleen em setembro de 1976, uma inundação erodiu 400 pedaços da estrada do sentido oeste da I-8 perto de Ocotillo, resultando na construção de um desvio. A autoestrada foi reaberta ao tráfego em fevereiro de 1978 depois que os danos foram reparados e uma nova ponte foi construída, a um custo de $ 1 milhão (cerca de $ 3 milhões em dólares de 2019.  Mas em 1982, a autoestrada foi fechada novamente perto de Ocotillo devido a enchentes após outra tempestade.

### Arizona

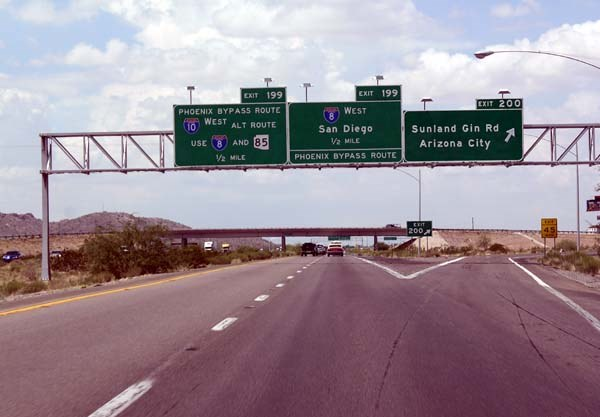
I-10 se aproximando do término oriental da I-8

Entre Yuma e Gila Bend, a I-8 segue ao longo das rotas de Gila Trail e da linha Butterfield Overland Mail Company. Esta última era uma linha de diligências que ia entre Tipton, Missouri e São Francisco, com várias estações no meio, e era usada para transportar passageiros em todo o país a 8.0 km/h (5 mph) entre 1858 e 1861. Nos anos posteriores, a Southern Pacific Railroad foi construída, paralelamente ao rio Gila, a leste de Fortuna; em 1877, as faixas estavam completas para Yuma. O trabalho continuou no ano seguinte, e em 1880 os trilhos foram estendidos para Tucson de Yuma.
Esta parte da rota da US 80, predecessora da I-8, fazia parte originalmente do sistema estadual de autoestradas proposto em 1921. Em 1926, esta seção tornou-se parte da autoestrada cross-country dos US 80. A rota não era pavimentada neste momento, mas era uma estrada de cascalho ao longo de todo o corredor. Em 1928, a porção da I-8 entre Gila Bend e Casa Grande foi designada como SR 84. Uma pequena parte da autoestrada foi pavimentada perto de Yuma e SR 84 estava em construção no ano seguinte. SR 84 foi concluído em 1930, mas não pavimentado, e o segmento dos EUA 80 entre Aztec e Sentinel foram pavimentados.
Pavimentação de SR 84 teve início em 1934, com o trecho da autoestrada no condado de Maricopa sendo pavimentado. Um grupo de cidadãos de San Diego levantou preocupações sobre a estrada de Yuma a Gila Bend não ter sido pavimentada em 1934, devido ao impacto que isso teria no turismo em San Diego, e fez um pedido ao governo federal para que a pavimentasse. Todo o futuro corredor da I-8 foi pavimentado de Yuma a Casa Grande em 1935. Os motoristas foram instruídos a trazer correias de ventilação sobressalentes, mangueiras do radiador e água potável adicional para a jornada através do deserto. Uma "Associação de Atalhos" começou em 1952 para promover SR 84 como uma rota para contornar Phoenix no caminho para San Diego.
Com a chegada das autoestradas interestaduais, o corredor deveria ser atualizado para os padrões interestaduais. No final de 1958, um grupo de proprietários de motéis cujas propriedades estavam localizadas na SR 84 se opôs veementemente a qualquer rota da I-8 que não passasse pela cidade de Casa Grande. Proprietários de motéis em Yuma propuseram sua própria alternativa em 1961 para as quatro rotas da I-8 através da cidade que haviam sido propostas, levantando preocupações sobre a perda de receita do turismo. Em janeiro de 1962, as alternativas foram reduzidas a duas, sendo uma delas a rota apoiada pelos proprietários do motel. No entanto, funcionários de escolas próximas expressaram preocupação em relação a essa rota, porque 1200 os alunos não conseguiriam mais ir a pé para a escola se a autoestrada fosse construída ao longo dessa rota. Mais tarde naquele ano, uma nova rota foi proposta, ao longo dos trilhos da Southern Pacific Railroad e do rio Colorado. A construção começou nas primeiras seções do I-8 no Arizona em 1961 entre Yuma e Gila Bend. A construção inicial foi dividida em quatro seções diferentes concedidas a diferentes empreiteiros. Trabalho iniciado com uma seção dos EUA 80 entre Sentinel e Gila Bend em 10 de dezembro de 1960. Esta também foi a seção do I-8 concluída no Arizona em 18 de abril de 1962. Em 1963, o trabalho estava bem encaminhado, com partes dos EUA 80 entre Mohawk e Gila Bend, e SR 84 entre Gila Bend e perto de Stanfield atualizado. Outros comerciantes se opuseram à rota e se reuniram com o Conselho de Supervisores do Condado de Yuma para expor suas preocupações após a aprovação final da rota em 1964. Um novo parque seria construído a leste da travessia do Rio Colorado, bem em frente ao centro; as autoridades municipais esperavam que isso melhorasse a aparência da cidade assim que os motoristas chegassem.
No entanto, também houve controvérsia sobre o trabalho no Arizona. Em 1964, uma investigação da Câmara dos Representantes dos Estados Unidos descobriu que a má gestão e a falta de eficiência prevaleciam em quatro dos projetos de construção da autoestrada I-8. O Departamento de Autoestradas do Arizona foi citado especificamente no relatório por não levar em consideração a proteção dos interesses do governo ao selecionar mão de obra para os projetos. Vários erros foram descobertos e um deles, adicionando muita argila à mistura de cascalho, custou ao estado do Arizona US $ 26.278 (cerca de US $ 171 mil em dólares de 2019) para consertar. Naquele ano, a construção havia começado na autoestrada a oeste de Casa Grande, enquanto o resto da rota do Arizona estava em fase de projeto.
Em 1965, US $ 1,46 milhão (cerca de US $ 9 milhões em dólares de 2019) o contrato foi concedido para construir a 9.2 km (5.7 mi) parte de perto de Araby Road a leste por Fortuna Wash. Dois anos depois, estimou-se que a construção estaria concluída em 1969, exceto para a ponte do rio Colorado. A autoestrada estava em andamento através do Telegraph Pass a leste de Yuma, e os trechos da Avenida 9-E a 4-E, de lá para a 4th Street em Yuma e para o rio foram estimados em $ 9,69 milhões (cerca de $ 58 milhões em dólares de 2019) no total. Após reclamações locais, Francis Turner, o diretor executivo do Bureau of Public Roads federal, concordou em considerar a construção de um trevo na Trekell Road em Casa Grande novamente, após uma recusa anterior em fazê-lo. As obras começaram na parte Casa Grande da autoestrada em março de 1968, a um custo de $ 3 milhões (cerca de $ 17 milhões em dólares de 2019. Naquele ano, muitos proprietários de postos de gasolina, motéis e restaurantes notaram uma queda nos negócios, possivelmente devido a preocupações com o tráfego de construção devido ao I-8; no entanto, eles esperavam um aumento nos negócios após a conclusão da autoestrada. A Câmara de Comércio do Condado de Yuma fez planos para promover o turismo na cidade após a conclusão da I-8 no final de 1968.
A licitação para o último trecho da autoestrada a ser concluído em Casa Grande, da Midway Road à I-10, deveria começar em janeiro de 1969. Em novembro, a autoestrada a leste de Yuma estava em construção, a um custo de $ 3,7 milhões (cerca de $ 20 milhões em dólares de 2019. Em 15 de junho de 1970, o tráfego no sentido leste começou na I-8 em Casa Grande, com uma saída nas estradas Trekell e Thorton, com o tráfego no sentido oeste logo em seguida . As empresas não notaram muitas mudanças com a abertura das pistas para o leste. Em 1971, I-8 estava quase completo, incluindo um novo alinhamento a leste de Yuma construído paralelo e ao sul dos EUA original Alinhamento 80. Um novo alinhamento também foi construído ao sul do SR. 84 alinhamento na extremidade leste da autoestrada do sudoeste de Stanfield até o término leste na I-10 a sudeste de Casa Grande. As únicas partes do I-8 que não foram concluídas neste momento foram o desvio de Gila Bend e a extremidade oeste perto de Yuma. A parte leste da 16th Street em Yuma foi concluída em junho de 1972; a Comissão de Autoestradas do Estado do Arizona autorizou US $ 1,6 milhão (cerca de US $ 11 milhões em dólares de 2019) contrato para construir as 9.7 km (6 mi) trecho por Gila Bend em agosto. Algumas empresas Yuma notaram uma diminuição na receita neste momento; o Departamento de Autoestradas do Arizona concordou em modificar algumas placas para eliminar qualquer confusão. A parte da I-8 entre a 16ª e a 4ª ruas estava em construção em 1976, que era a única parte incompleta da autoestrada, junto com a ponte sobre o Rio Colorado. A estação de tratamento de água em Yuma deveria ser movida devido ao potencial de um acidente com um veículo transportando materiais perigosos voando da ponte e contaminando o abastecimento de água. A autoestrada em ambos os estados foi concluída com a inauguração da ponte em 20 de setembro de 1978.
Quando a Interestadual foi concluída, as autoestradas que ela substituiu foram removidas do sistema rodoviário estadual. Em 1973, o SR A designação 84 foi removida da autoestrada de Gila Bend para a divisão onde a I-8 seguia um novo alinhamento a sudoeste de Stanfield. Em 1977, os EUA A designação 80 foi removida deste trecho em favor de I-8.

## Rotas auxiliares

Sinal Business I-8

Não há rotas auxiliares de três dígitos de I-8. No entanto, existem quatro rotas comerciais assinadas relacionadas ao I-8 que fornecem acesso adicional a cidades ou vilas específicas:
- El Cajon Boulevard passa pelo centro de El Cajon.
- O loop de negócios El Centro corre ao longo da Avenida Adams, no centro de El Centro.
- O ciclo de negócios da Yuma começa em Winterhaven antes de cruzar o rio Colorado em Yuma e fornece acesso ao centro da cidade.
- O circuito comercial de Gila Bend se conecta com a Arizona State Route 85.[11][186]

## Obras citadas
- Pittman, Ruth (1995). Roadside History of California. Missoula, Montana: Mountain Press Publishing Company. ISBN 978-0-87842-318-7. OCLC 32396018
- Trimble, Marshall (2004). Roadside History of Arizona 2nd ed. Missoula, Montana: Mountain Press Publishing Company. ISBN 978-0-87842-471-9. OCLC 12945147